# هاروی بارنز
هاروی لوئیس بارنز (انگلیسی: Harvey Barnes؛ زادهٔ ۹ دسامبر ۱۹۹۷) بازیکن فوتبال اهل انگلستان است که برای باشگاه فوتبال نیوکاسل بازی میکند.
از باشگاه‌هایی که در آن بازی کرده‌است می‌توان به باشگاه فوتبال بارنزلی، باشگاه فوتبال وست برومویچ آلبیون، باشگاه فوتبال میلتون کینز دونز، و باشگاه فوتبال لستر سیتی اشاره کرد.
وی همچنین در تیم‌های ملی فوتبال زیر ۱۸ سال انگلستان، زیر ۲۰ سال انگلستان، و زیر ۲۱ سال انگلستان بازی کرده‌است.
بارنز برای اولین بار در اول اکتبر ۲۰۲۰ به تیم بزرگسالان انگلیس دعوت شد. او برای اولین بار برای تیم ملی انگلیس به عنوان یار تعویضی در دقیقه ۷۶ در پیروزی ۳–۰ مقابل ولز بازی کرد.